# Сан Панкрацио (Арецо)
Сан Панкрацио је насеље у Италији у округу Арецо, региону Тоскана.
Према процени из 2011. у насељу је живело 177 становника. Насеље се налази на надморској висини од 511 м.